# Louïz
Louïz est un chanteur, danseur, chorégraphe et militant transgenre originaire de l'île de La Réunion. En mars 2022, il représente la France au concours Miss Trans international qui s'est déroulé en Espagne à Santa Susanna et est classé dans le top 10.

## Parcours
Louïz est le nom de scène de Jovani Louise, née de sexe masculin en 1984. Il développe vers l'âge de quinze ans un intérêt pour la danse qu'il apprend en autodidacte en regardant des clips vidéos dont elle reproduit les chorégraphies. À l'époque, ce goût pour la danse lui vaut l'incompréhension de certains dans son quartier pour lesquels cette activité ne se conforme pas à un comportement de garçon. Il est néanmoins soutenu par les membres de sa famille.
À partir de 2017, il entreprend une transition médicalisé ainsi que des démarches administratives pour obtenir un changement de genre et d'état-civil.

## Carrière
Elle monte une première troupe à Bellepierre, qui travaille pour des sociétés évènementielles. En 2006, elle participe avec sa troupe à l'élection de Miss Réunion. En 2008, elle est co-chorégraphe pour Delphine Courteaud à l'élection Miss Réunion. En 2009, elle collabore avec Laura Trévès, chorégraphe de Miss France, ce qui lui permet d'apprendre les techniques de chorégraphie de défilé, qu'elle ne maîtrisait pas. Elle travaille comme chorégraphe de mode pour plusieurs concours de beauté  (Concours Elite Model Look Réunion, Elite Model Look Maurice, Election Miss Réunion phase qualificative pour Miss France).
Après avoir assisté à une représentation du Roi Soleil à Paris, elle décide de monter des spectacles semblables à La Réunion. Ce sont Robin des Bois en 2011, Le Lycanthrope en 2013, Superstar Tribute en 2014, qui explore le transformisme et La Genèse de Dracula en 2016, nommé « meilleur spectacle musical » en 2016 aux Voix de l'océan Indien. Elle y fait ses premiers pas comme interprète.  
À partir de 2017, elle commence à travailler sur un projet d'album et a sorti trois titres, dont Ven a Bailar, diffusé à l'occasion de la Journée internationale de visibilité transgenre et auquel participe Laurilann Dijoux, Mister France-Réunion 2017.  
En 2020, elle représente la France au concours Miss International Queen en Thaïlande. Elle défile dans une robe aux couleurs de la France et de La Réunion, conçue par la créatrice Sabey Khérati. Elle reçoit le « prix du talent » et termine dans le Top 6 des candidates. En 2021, elle souhaite améliorer la visibilité trans sur l'île de La Réunion,. Elle y parvient en remportant également le titre de Miss Trans France 2021. En mars 2022, elle est finaliste du concours Miss Trans international qui s'est déroulé en Espagne. Elle porte pour le défilé le costume emblématique du Crazy Horse, le horse guard britannique revisité.

## Distinctions
- 2020 : prix du talent au concours Miss International Queen[14]
- 2021 : Miss Trans France 2021

## Spectacles
- 2011 : Robin des Bois, adaptation et réécriture du film Robin des Bois de Kevin Reynolds[5]
- 2013 : Le Lycanthrope[6]
- 2014 : SuperStar Tribute[7]
- 2016 : La Genèse de Dracula, « meilleur spectacle musical » en 2016 aux Voix de l'océan Indien[8]

## Discographie
- 2017 : Y croire[15]
- 2018 : Ven a Bailar[9]
- 2019 : Level Up Girls[16]
- 2021: Lundi matin[17]
- 2021: Le Dard en Mouv[18]
- 2022: Love Yourself[19]